# Шарифан
Шарифан (азерб. Şərifan) — село в административно-территориальном округе Хаджаллы Зангеланского района Азербайджана. Расположено на берегу реки Хакари.

## История
В годы Российской империи село Шарифан входило в состав Карягинского уезда Елизаветпольской губернии.
В ходе Первой карабахской войны, в 1993 году село было занято армянскими вооружёнными силами, и до 2020 года находилось под контролем непризнанной НКР.
20 октября 2020 года, в ходе Второй карабахской войны, президент Азербайджана объявил об освобождении села Шарифан вооружёнными силами Азербайджана.

### Раскопки
В 1974 году в результате археологических раскопок, проведённых на двух участках в центре городского поселения Шарифан были обнаружены остатки сооружений, построенных из обожженного кирпича. В 1979 году на территории в очередной раз были проведены обширные раскопки, в результате которых были обнаружены фундаменты жилых домов, глиняный сарай и большое количество предметов быта. Находки в основном состоят из обломков фаянсовой посуды, изделий из стекла и нескольких монет.
В городище Шахри-Шарифан есть остатки мавзолея.